# Franz Eybl
 (février 2025).
Si vous disposez d'ouvrages ou d'articles de référence ou si vous connaissez des sites web de qualité traitant du thème abordé ici, merci de compléter l'article en donnant les références utiles à sa vérifiabilité et en les liant à la section « Notes et références ».
Franz Eybl, né à Vienne (Autriche) le 1er avril 1806 et mort dans cette ville le 29 avril 1880, est un peintre et lithographe autrichien.

## Biographie
Franz Eybl est né dans la banlieue de Gumpendorf à Vienne. En 1816, il fréquente l'académie des beaux-arts de Vienne à l'âge de 10 ans. Là, il a d'abord été dans la classe du sculpteur et peintre Josef Klieber à l'école professionnelle minière et artistique, puis en 1817 dans la classe de paysage de Josef Mössmer. De 1820 à 1823, il étudie le dessin de modèles d'après l'Antiquité avec Johann Baptist von Lampi et Franz Caucig (1755-1828), avant de terminer enfin le cours de peinture d'histoire avec Johann Peter Krafft jusqu'en 1828. 
En 1825, il reçoit le prix Gundel et en 1828 le prix Lampi. En 1830, il épouse Antonia Jordan. 
À partir de 1843, il est membre de l'Académie de Vienne et à partir de 1853 conservateur de la galerie impériale de peintures du Belvédère. À partir de 1867 il devient professeur à l'atelier de restauration.
Il est meurt dans son appartement officiel du palais du Belvédère, et enterré dans une tombe honorifique au cimetière central de Vienne.
En 1933, l'Eyblweg à Vienne-Leopoldau a été nommé ainsi en son honneur.

## Œuvre
- Jeune fille en train de lire (1850), huile sur toile, 53 × 41 cm, Belvédère (Vienne)[1]

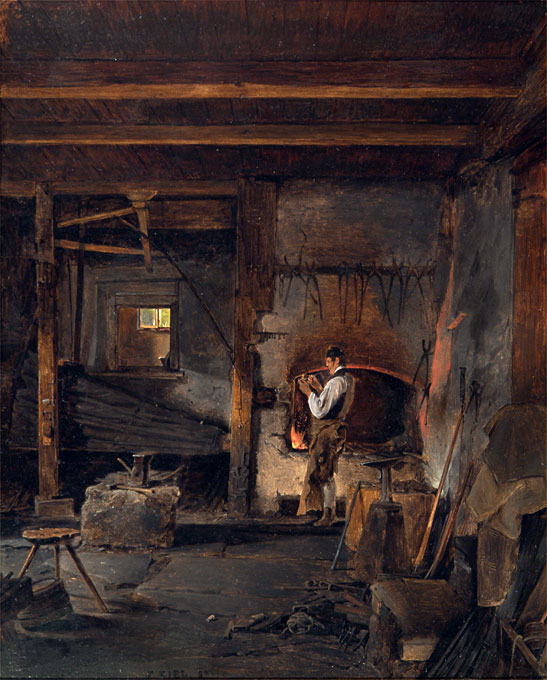
Une forge à Gosau (1834), huile sur carton, 28.8 x 23.5 cm
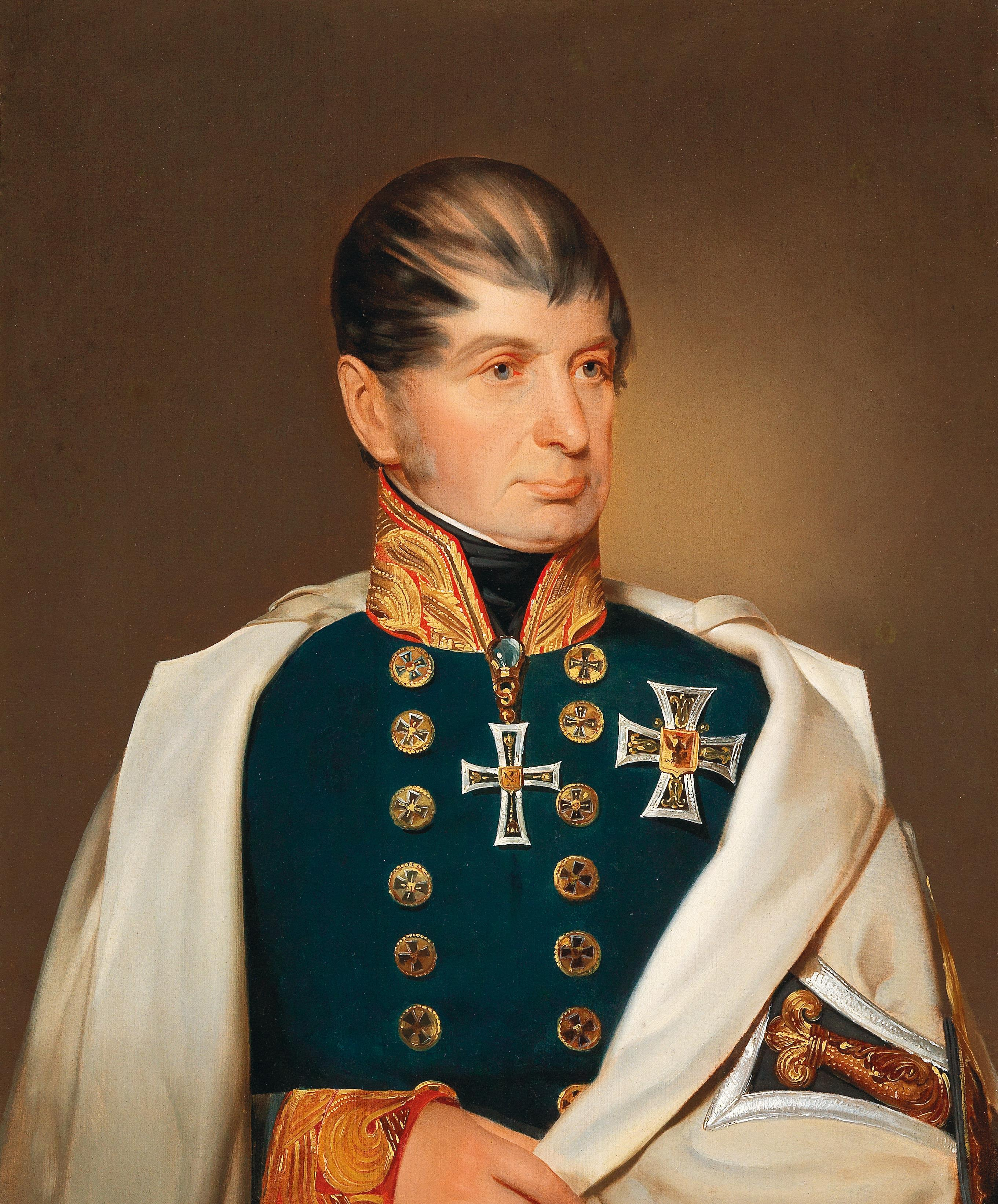
L'Archiduc Maximilien Joseph d'Autriche-Este
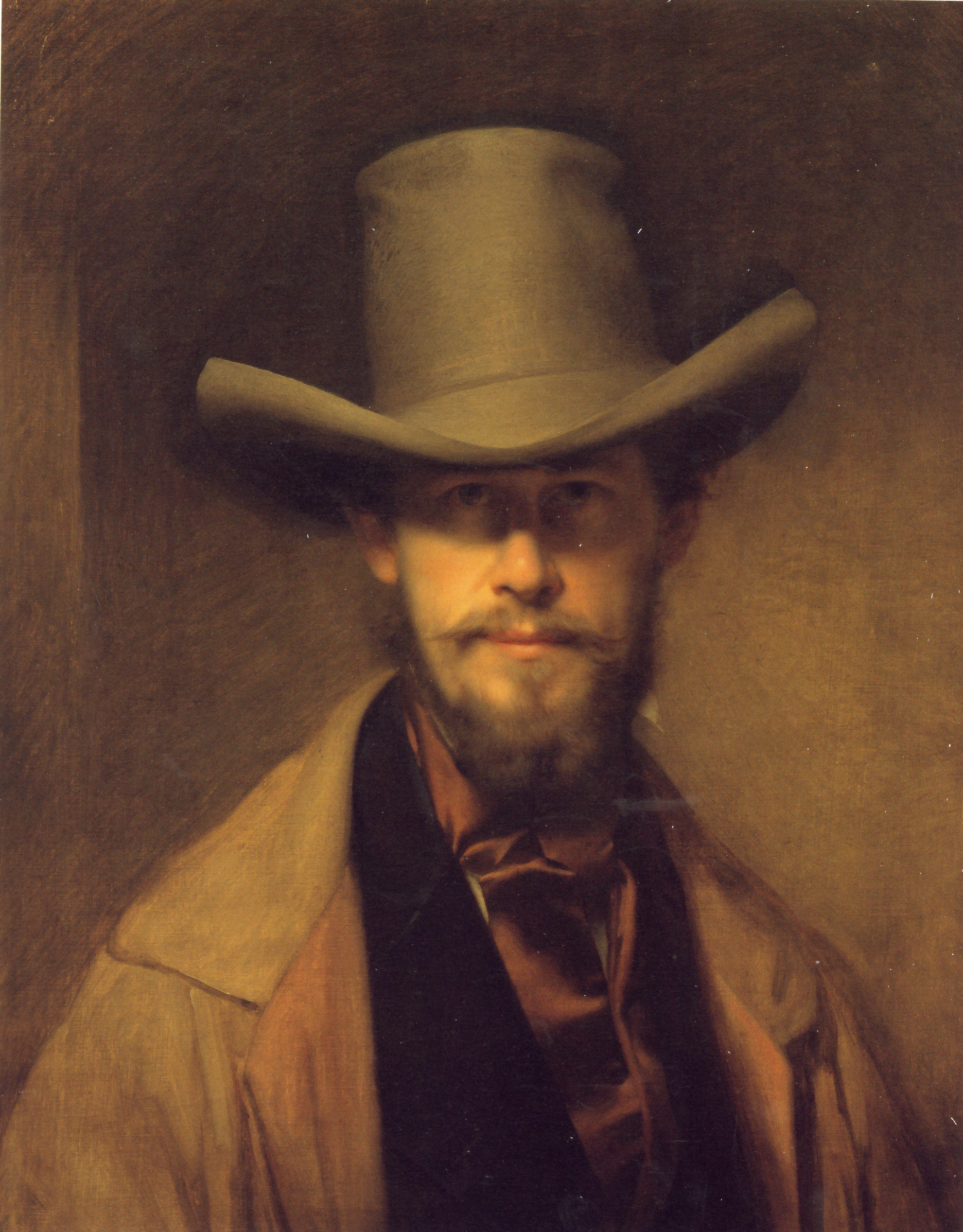
Autoportrait au chapeau, (vers 1840), huile sur toile, Vienne, Belvédère
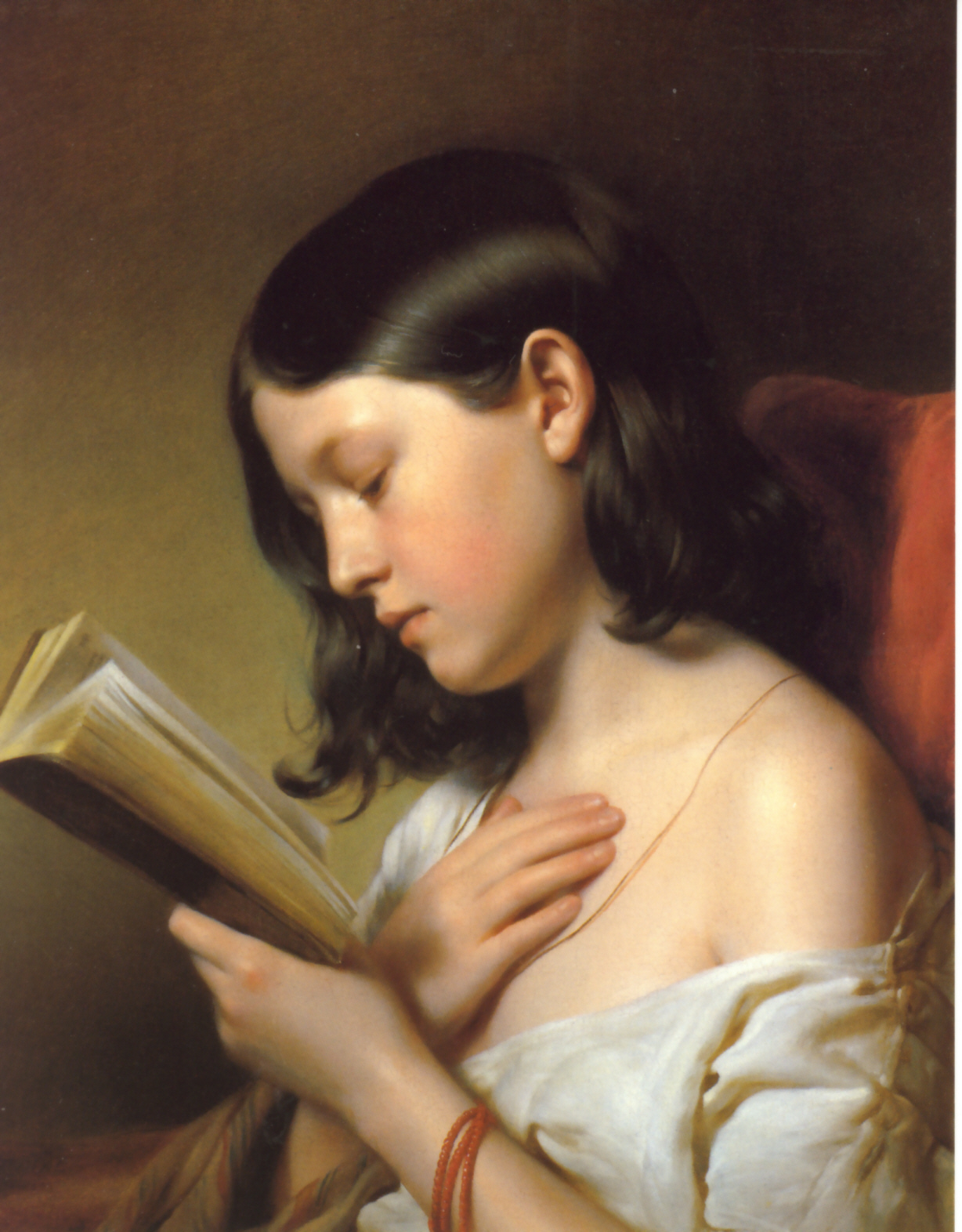
Jeune fille lisant (1850), Vienne, Belvédère (Vienne)
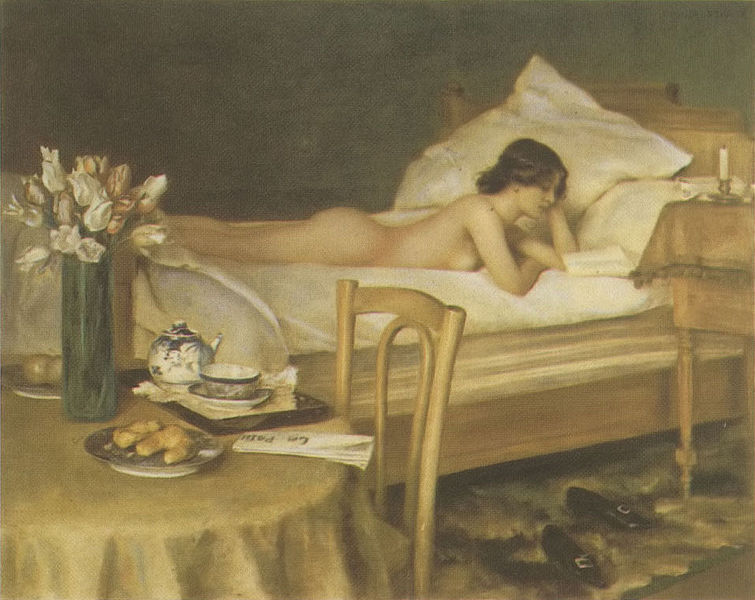
Nu lisant (vers 1850)